# Museu Moco
O Museu Moco (nome original: Modern Contemporary Museum Amsterdam) é um museu privado de arte moderna e contemporânea, localizado em Amesterdão.

## História
A sede principal do museu encontra-se situada desde 1904, na Praça dos Museus, cidade de Amesterdão, na mansão Vila Alsberg projetada pela arquiteto Eduard Cuypers, primo do também arquiteto Pierre Cuypers.
Em 2016, os fundadores do museu compraram a mansão, e em abril do mesmo ano o Museu Moco abriu suas portas ao público. Os fundadores do museu são os donos das galerias Lionel e Kim Logchies.

## Exposições
As primeiras exposições no Moco foram Laugh Now, uma obra do grafiteiro Banksy, e Royal, um trabalho de Andy Warhol. Em junho de 2016, foi anunciado que o museu havia comprado uma dos automóveis policiais pintados por Banksy, que seria exposto no jardim do museu.